# Gnophos klapperichi
Gnophos klapperichi là một loài bướm đêm trong họ Geometridae.